# Chut... chut, chère Charlotte
Pour plus de détails, voir Fiche technique et Distribution.
Chut... Chut, chère Charlotte (Hush... Hush, Sweet Charlotte) est un film dramatique américain produit et réalisé par Robert Aldrich, sorti en 1964. Il s’agit de l’adaptation de la nouvelle jamais publiée What Ever Happened to Cousin Charlotte? de Henry Farrell.

## Synopsis
En 1927, en Louisiane. Lors d'une réception, la jeune Charlotte Hollis apparaît devant les invités couverte de sang. John Mayhew, son amant, vient d'être assassiné. Charlotte et John étaient sur le point de s'enfuir, loin de l'autorité d'un père possessif et de la jalousie d'une épouse. Des années plus tard, en 1964, Charlotte vit toujours dans la somptueuse propriété qui a été le théâtre du drame. Charlotte devenue la risée des habitants est considérée par tous comme folle. Celle-ci est menacée d'expropriation car un pont doit être construit à l'emplacement de son manoir. N'entendant pas se laisser faire, elle fait appel à sa cousine Miriam Deering. 

## Fiche technique
- Titre original : Hush... Hush, Sweet Charlotte
- Titre français : Chut... Chut, chère Charlotte
- Réalisation : Robert Aldrich
- Scénario : Lukas Heller et Henry Farrell, d'après la nouvelle What Ever Happened to Cousin Charlotte? de Henry Farrell[1]
- Musique : Frank De Vol
- Direction artistique : William Glasgow
- Décors : Raphael Bretton
- Costumes : Norma Koch
- Photographie : Joseph Biroc
- Montage : Michael Luciano
- Production : Robert Aldrich
- Société de production : Associates and Aldrich Company
- Société de distribution : 20th Century Fox
- Pays d'origine :  États-Unis
- Langue originale : anglais
- Format : noir et blanc - 35 mm - 1,66:1 - son mono
- Genre : drame
- Durée : 133 minutes
- Dates de sortie :
  - États-Unis : 24 décembre 1964
  - France : 23 avril 1965
- Affiches : Raymond Elseviers (titre : Berceuse pour un massacre, Belgique), Boris Grinsson (France)

## Distribution
- Bette Davis : Charlotte Hollis
- Olivia de Havilland : Miriam Deering
- Agnes Moorehead : Velma Cruther
- Joseph Cotten : Dr. Drew Bayliss
- Cecil Kellaway : Harry Wills
- Victor Buono : Samuel Eugene « Big Sam » Hollis
- Mary Astor : Mrs. Jewel Mayhew
- Wesley Addy : Sheriff Luke Standish
- William Campbell : Paul Marchand
- Bruce Dern : John Mayhew
- Frank Ferguson : Walter Blake
- George Kennedy : le contremaître
- Lillian Randolph : la femme de ménage

## Production
Joan Crawford est le premier choix de Robert Aldrich — qui souhaitait réunir son duo d'actrices de Qu'est-il arrivé à Baby Jane ? — pour interpréter Miriam Deering ; le tournage commence avec elle, mais elle est vite remplacée à la suite de problèmes de santé et de plusieurs hospitalisations. Katharine Hepburn, Vivien Leigh, Barbara Stanwyck, Rosalind Russell et Loretta Young ayant toutes décliné l'offre, le rôle va finalement à Olivia de Havilland[réf. nécessaire].

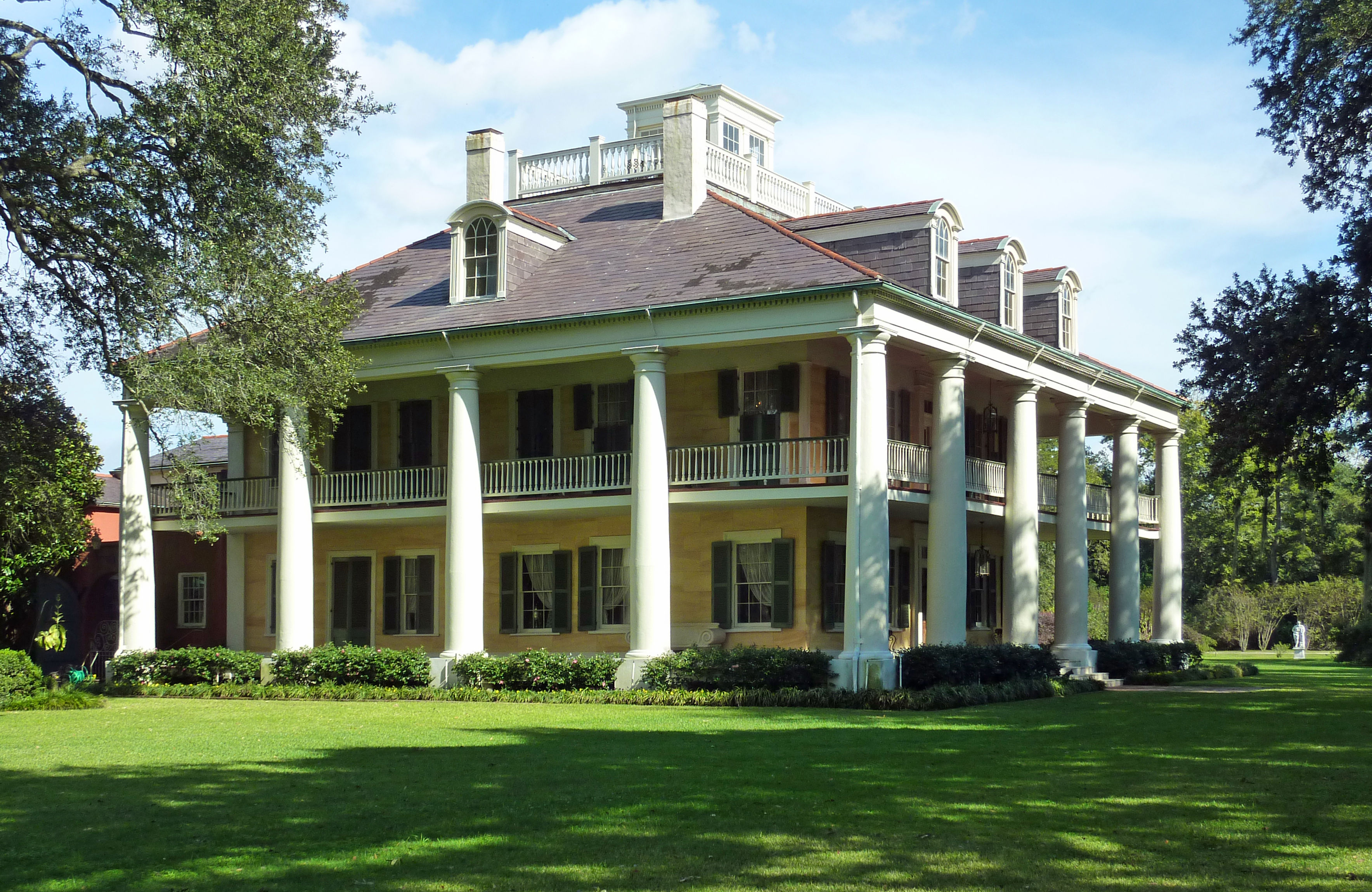
Le Houmas, en Louisiane.

Le tournage a lieu au studio d’Hollywood. Quant au manoir de Charlotte Hollis, il se trouve  en Louisiane à la maison de plantation Houmas de Burnside,.

## Nomination
- Agnes Moorehead pour l’Oscar de la meilleure actrice dans un second rôle pour le rôle de Velma Cruther

## Distinction
- Prix Edgar-Allan-Poe 1965 : Meilleur scénario